# Richmond WCT 1983
Il Richmond WCT 1983 è stato un torneo di tennis giocato sul sintetico indoor. È stata la 16ª edizione del torneo che fa parte del World Championship Tennis 1983. Si è giocato a Richmond negli Stati Uniti dal 7 al 13 febbraio 1983.

## Campioni

### Singolare maschile
Guillermo Vilas ha battuto in finale  Steve Denton con il punteggio di 6–3, 7–5, 6–4

### Doppio maschile
Pavel Složil /  Tomáš Šmíd hanno battuto in finale  Fritz Buehning /  Brian Teacher con il punteggio di 6–2, 6–4